# پنجاه و چهارمین مراسم گلدن گلوب
۵۴مین مراسم گلدن گلوب (به انگلیسی: 54th Golden Globe Awards) در گرامیداشت بهترین فیلم و شوی تلویزیونی ساخته شده در سال ۱۹۹۶، در ژانویه سال ۱۹۹۷ در هتل‌های هیلتون در بورلی هیلز کالیفرنیا برگزار شد.

## برندگان و نامزدها

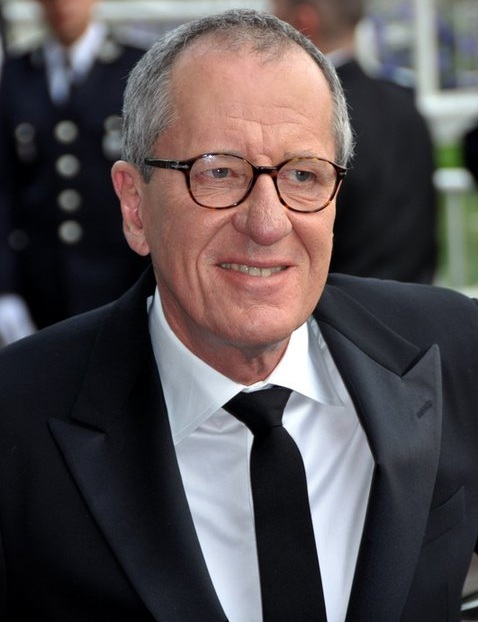
جفری راش — Best Actor in a Motion Picture, Drama winner

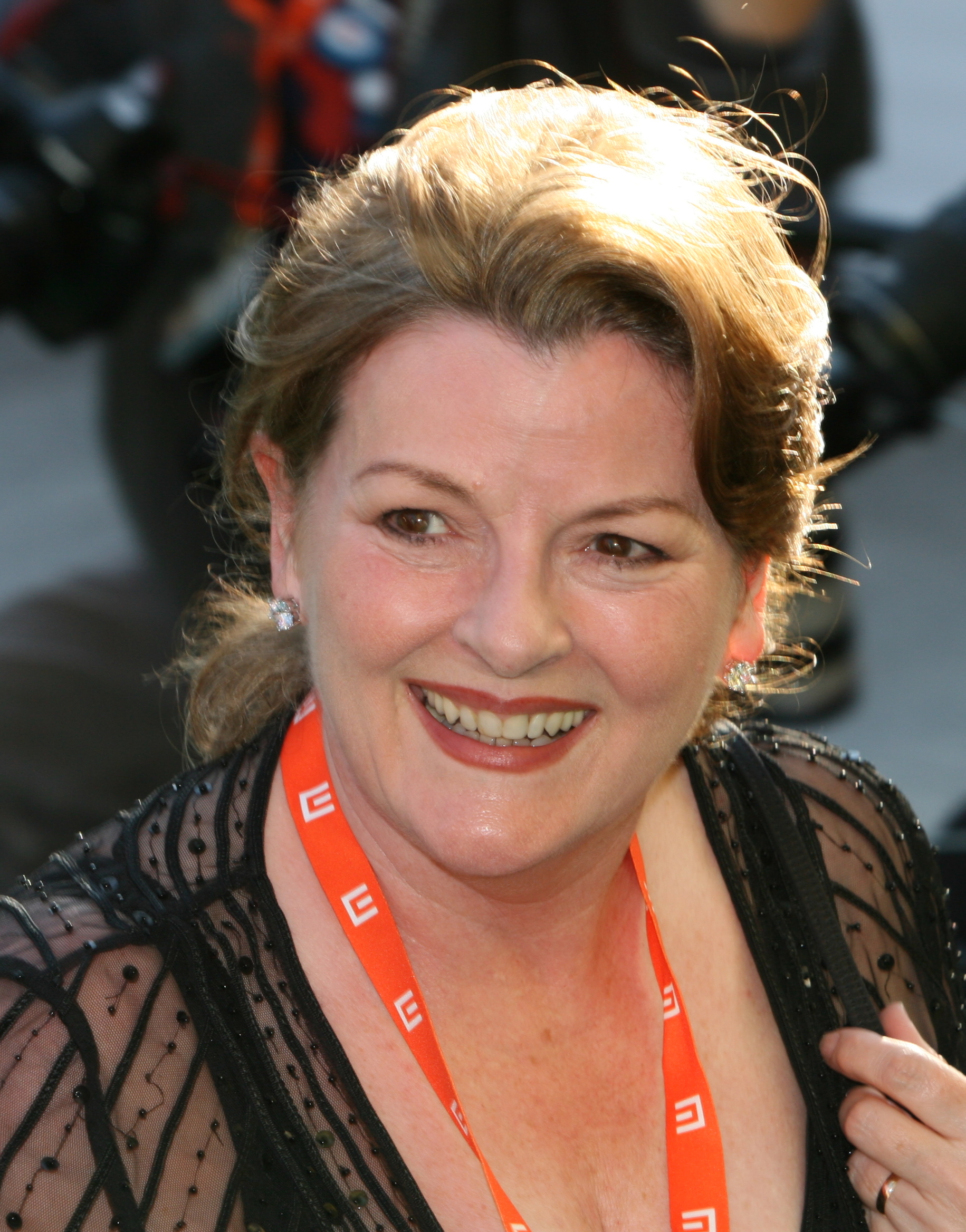
برندا بلتین — Best Actress in a Motion Picture, Drama winner

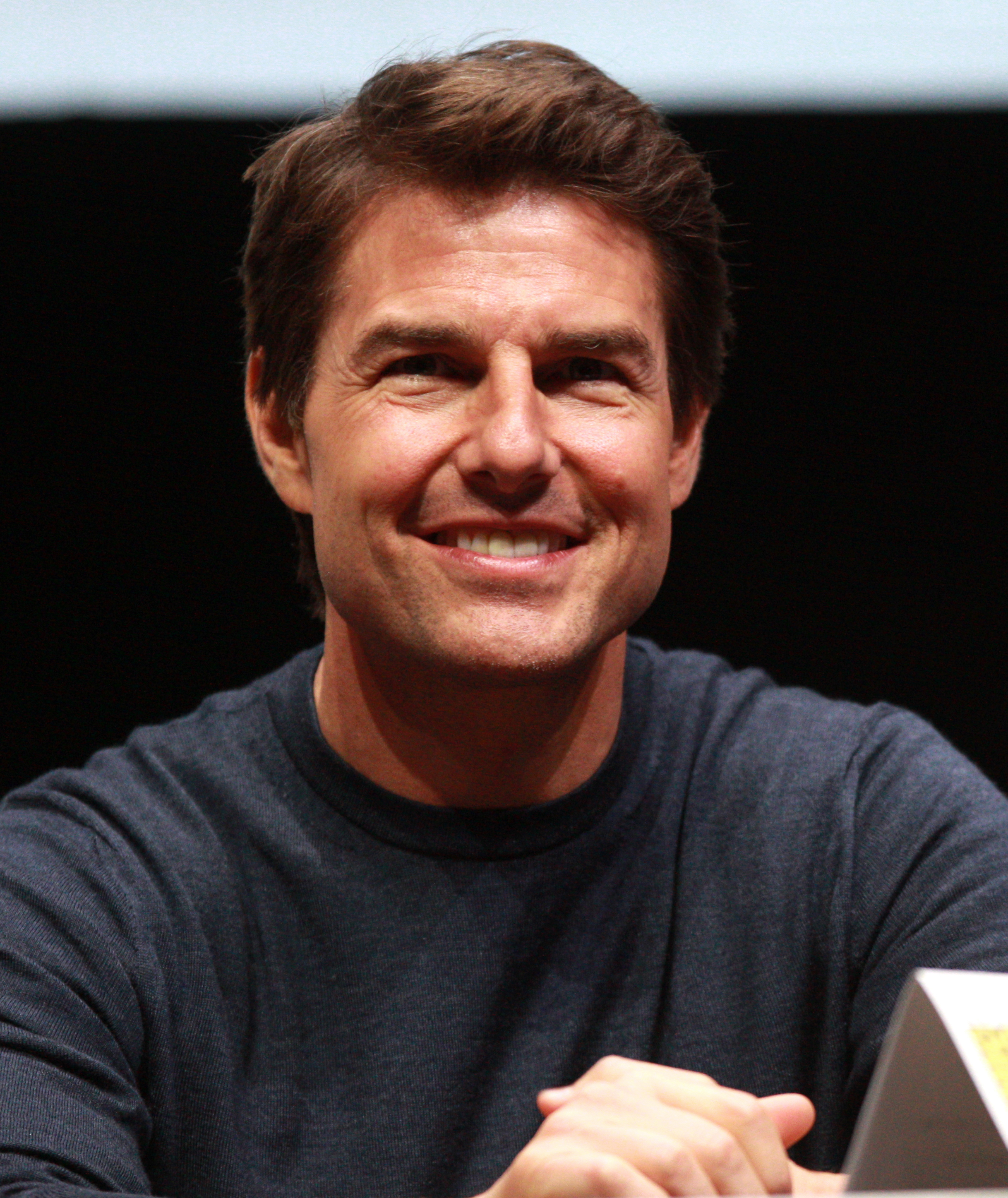
تام کروز — Best Actor in a Motion Picture, Musical or Comedy winner

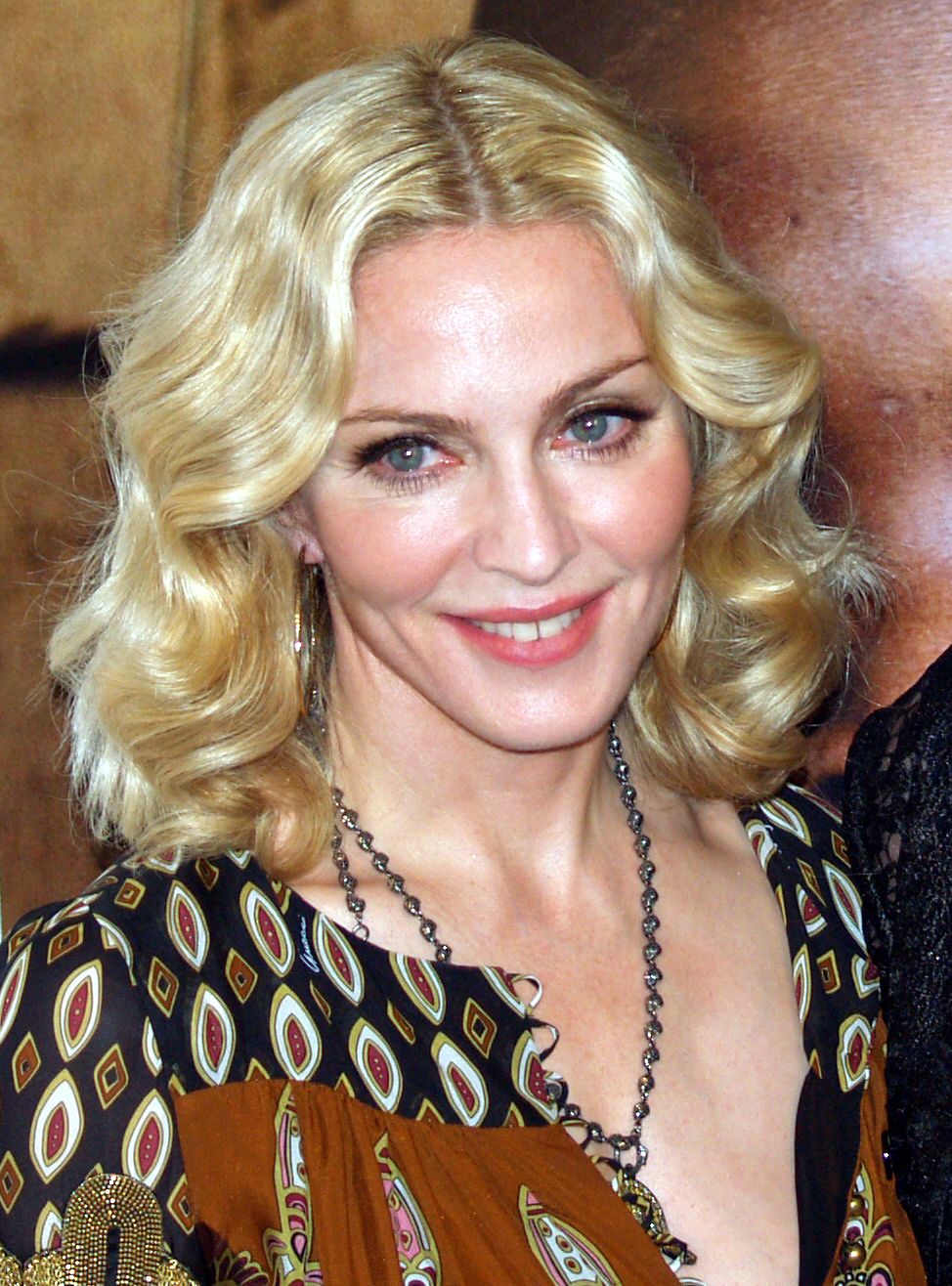
مدونا — Best Actress in a Motion Picture, Musical or Comedy winner

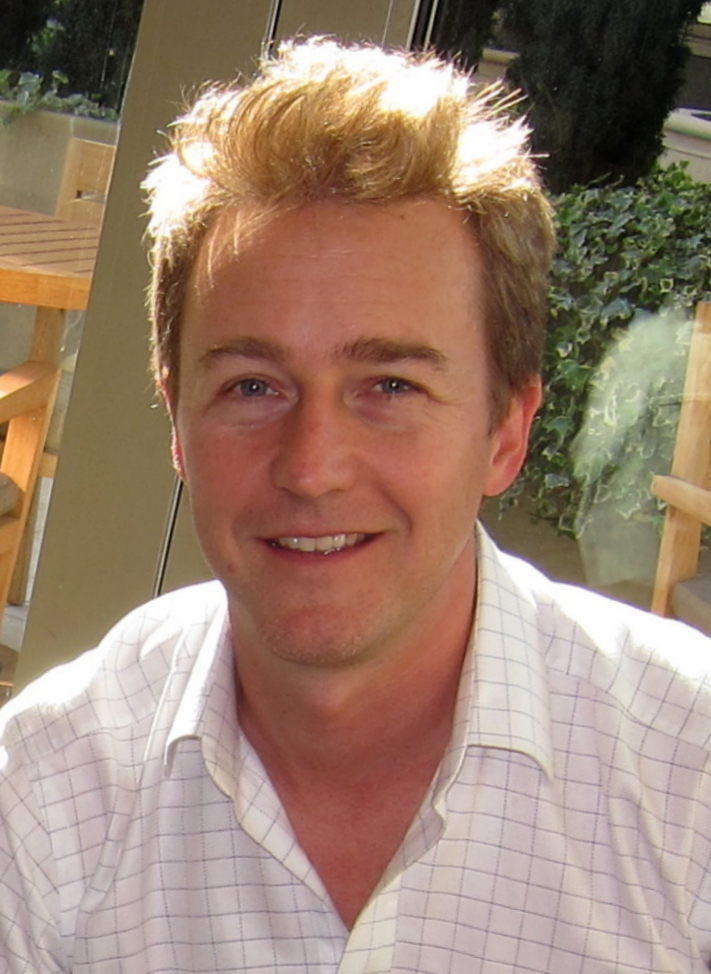
ادوارد نورتون — Best Supporting Actor in a Motion Picture Drama, Musical or Comedy winner

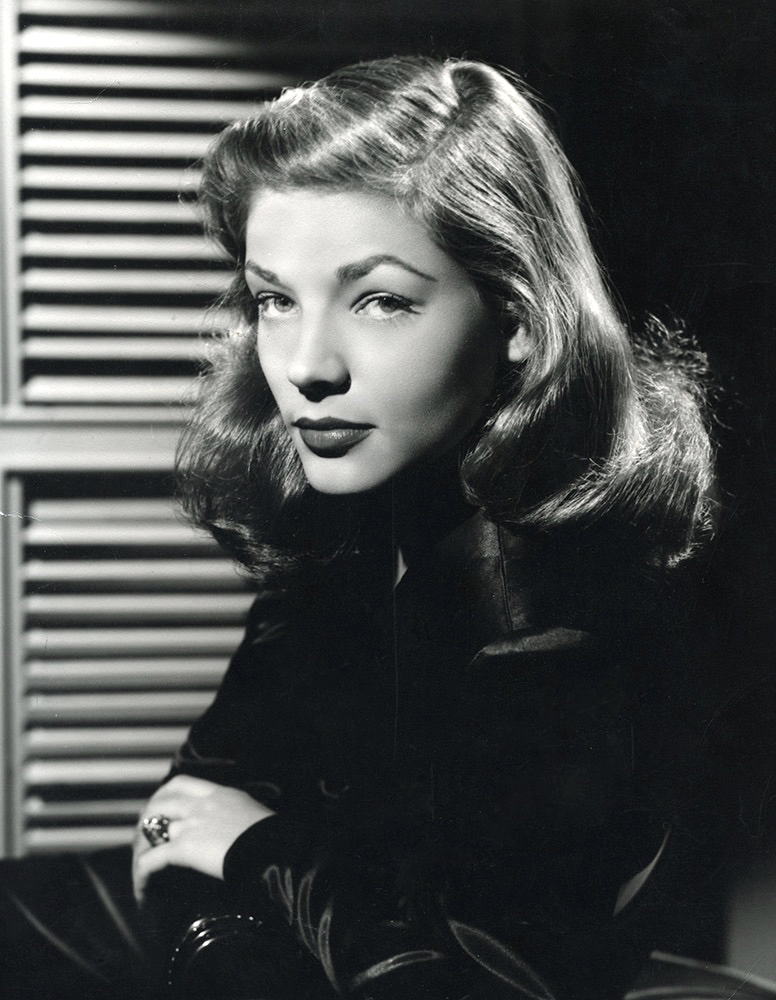
لورن باکال — Best Supporting Actress in a Motion Picture Drama, Musical or Comedy winner

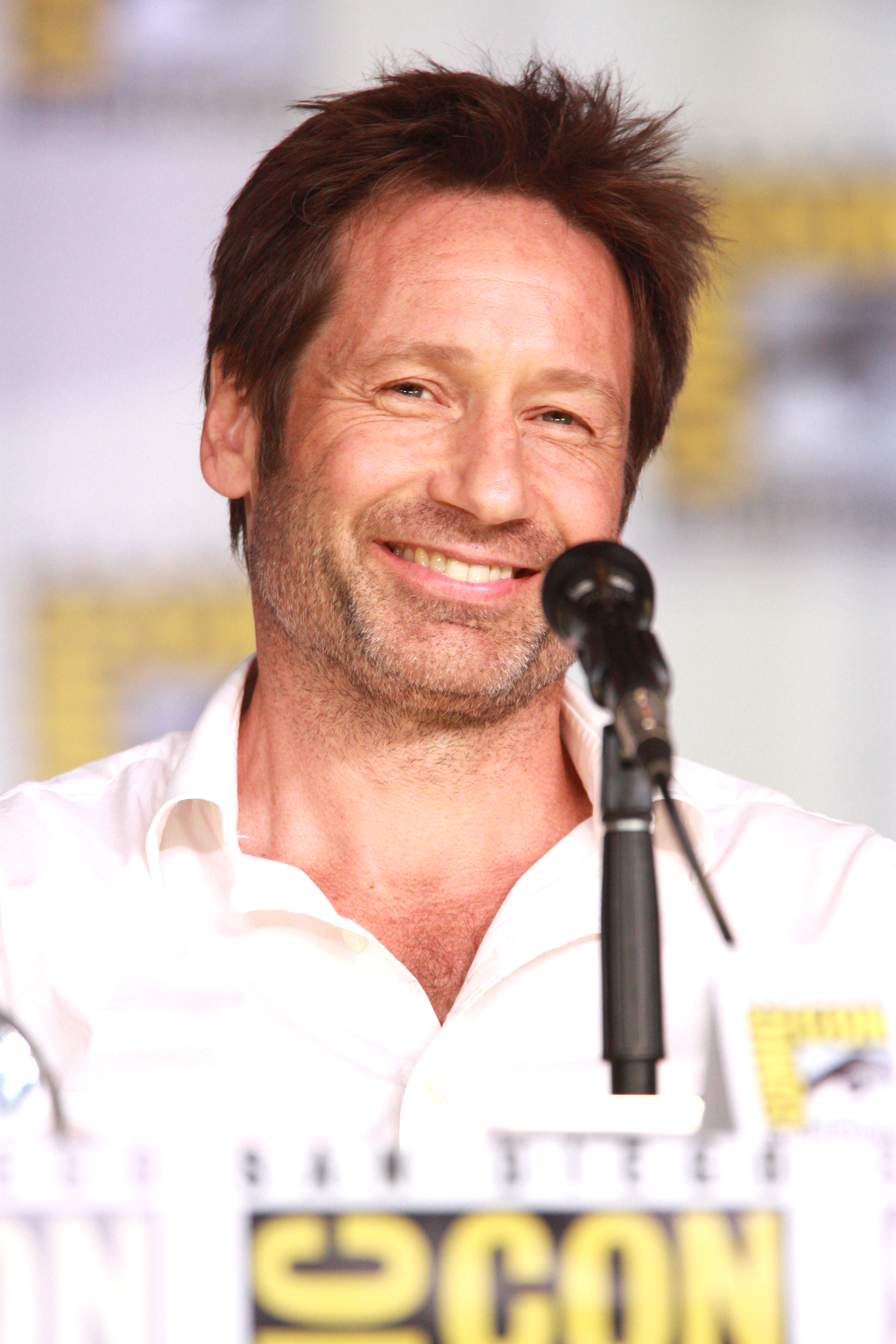
دیوید دوکاونی — Best Actor in a Television Series, Drama winner

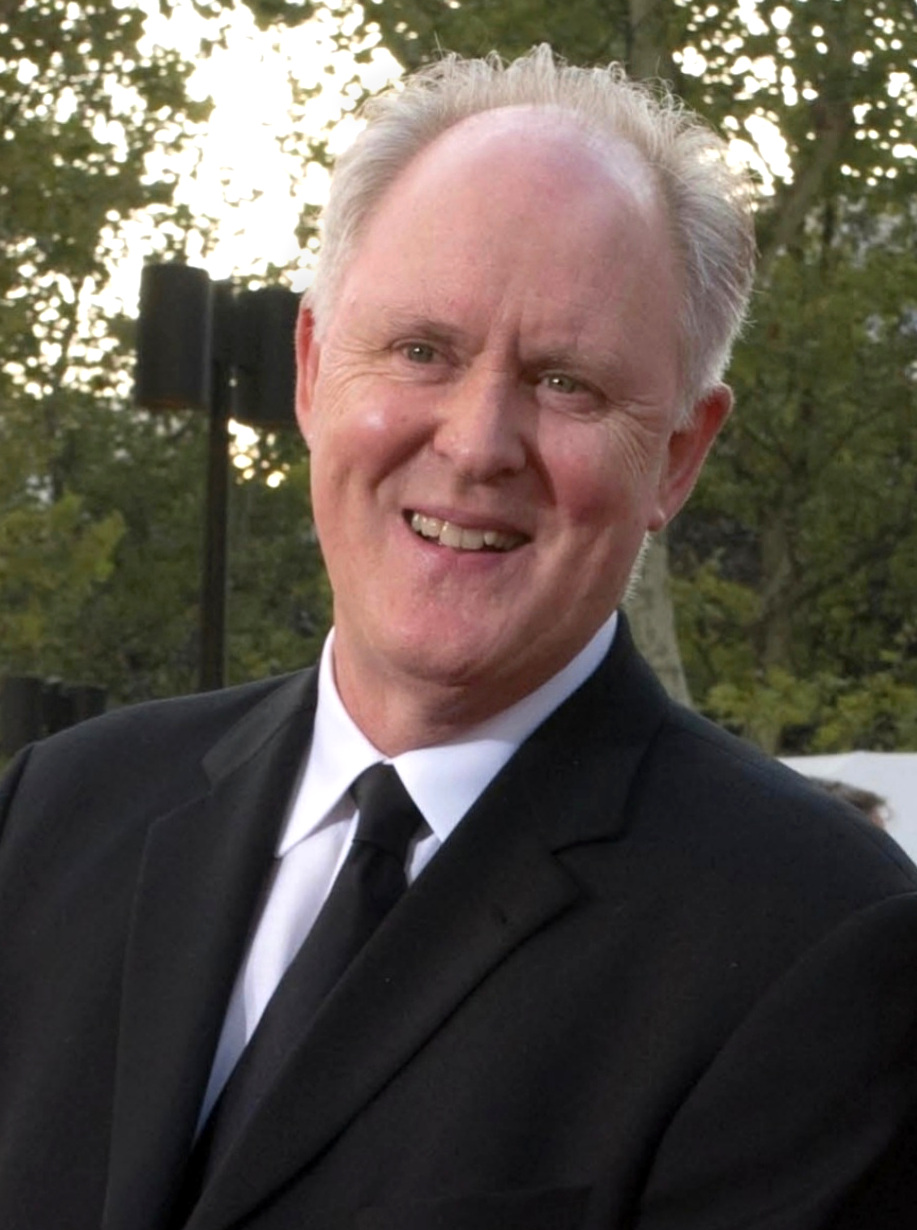
جان لیسگو — Best Actor in a Television Series, Musical or Comedy winner

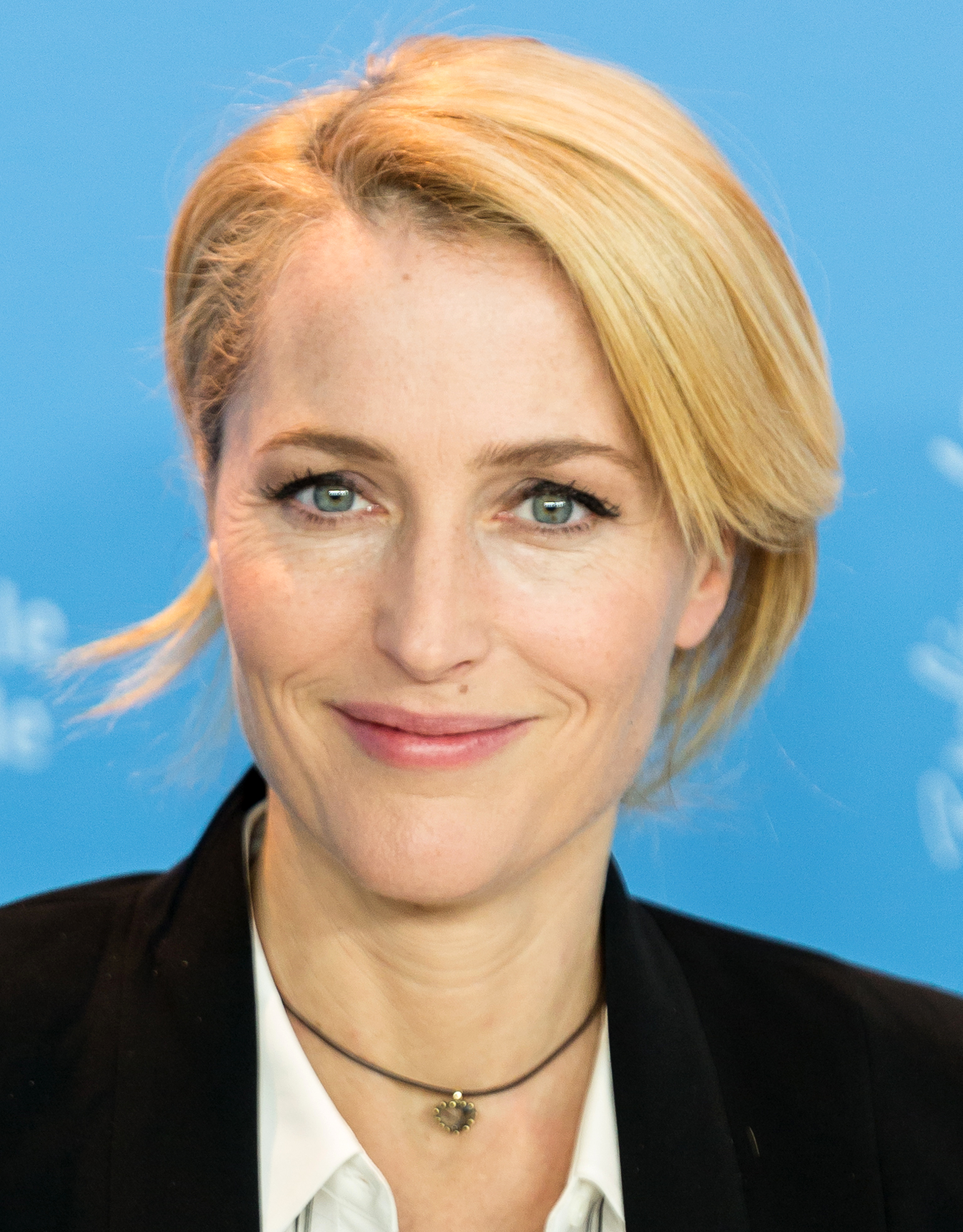
جیلین اندرسون — Best Actress in a Television Series, Drama winner

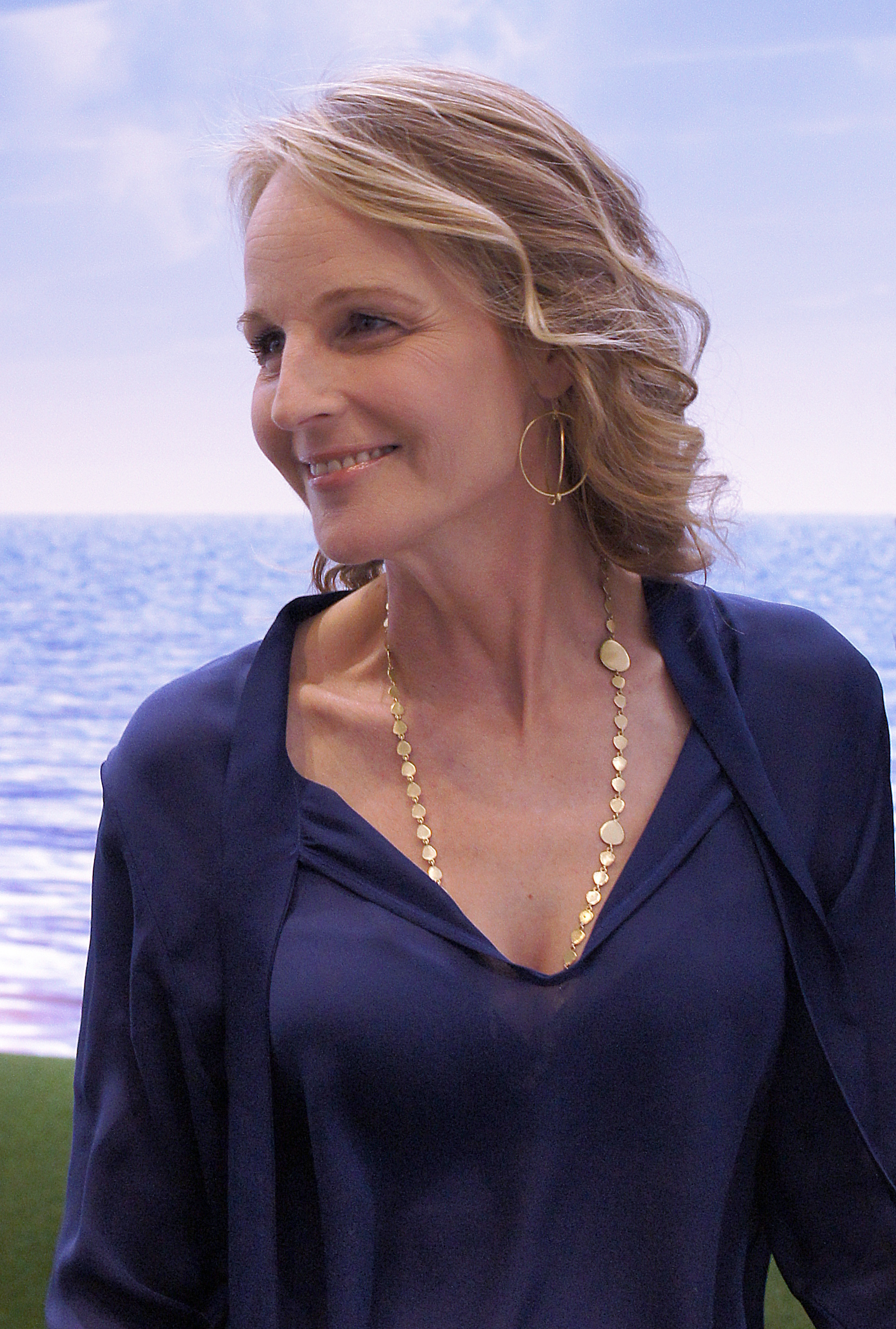
هلن هانت — Best Actress in a Television Series, Musical or Comedy winner

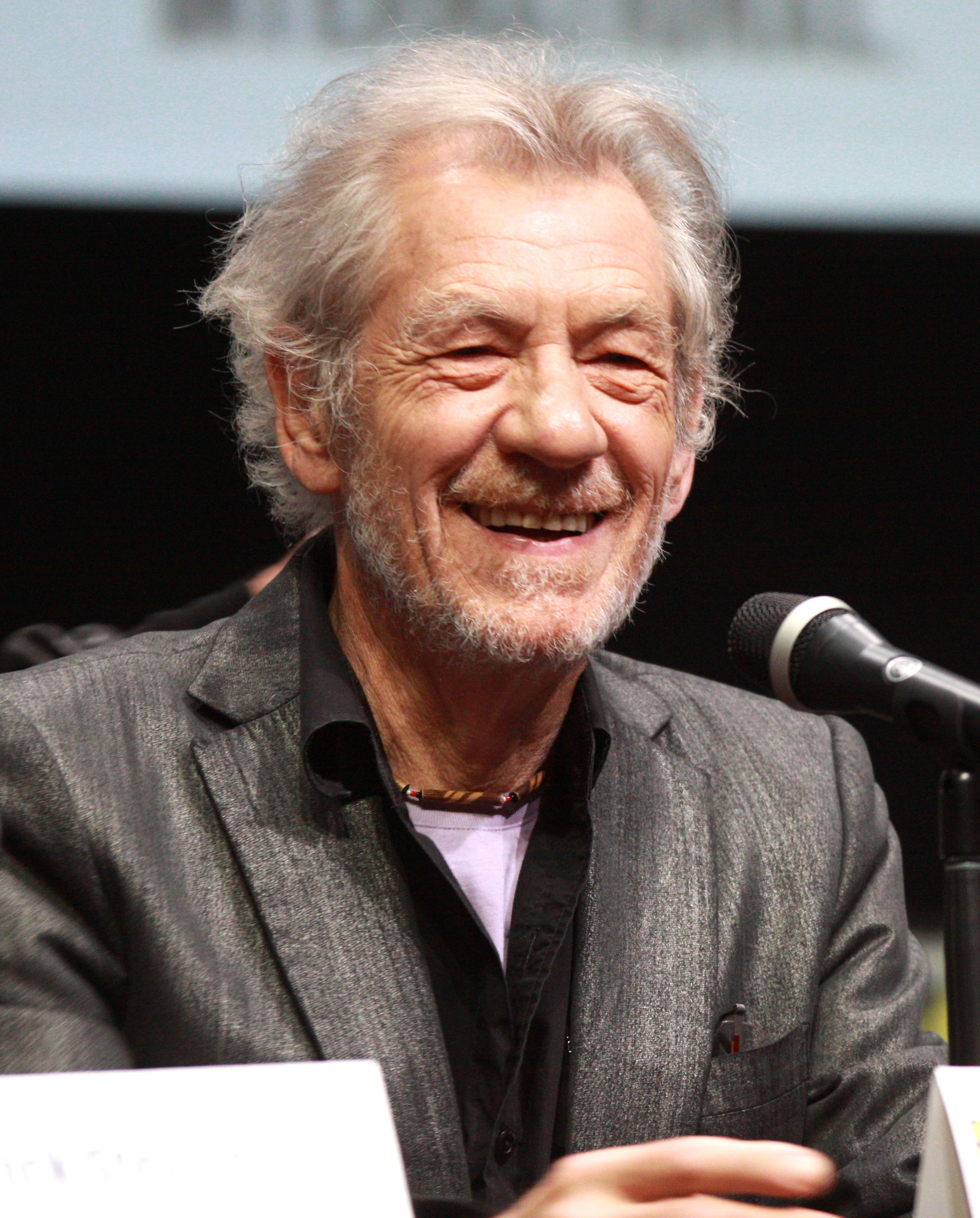
ایان مک‌کلن — Best Supporting Actor in a Series, Miniseries or Motion Picture Made for Television winner

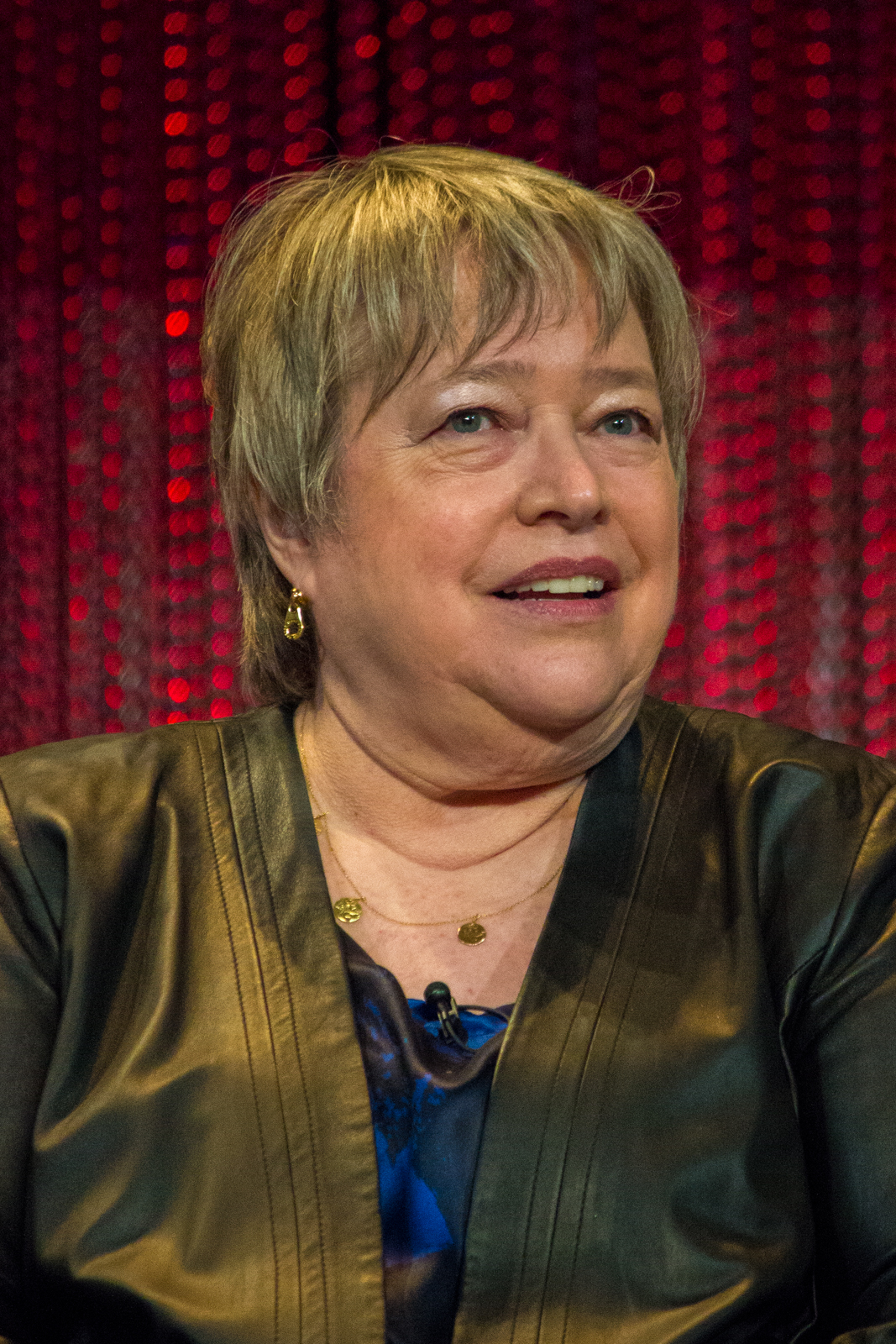
کتی بیتس — Best Supporting Actress in a Series, Miniseries or Motion Picture Made for Television winner

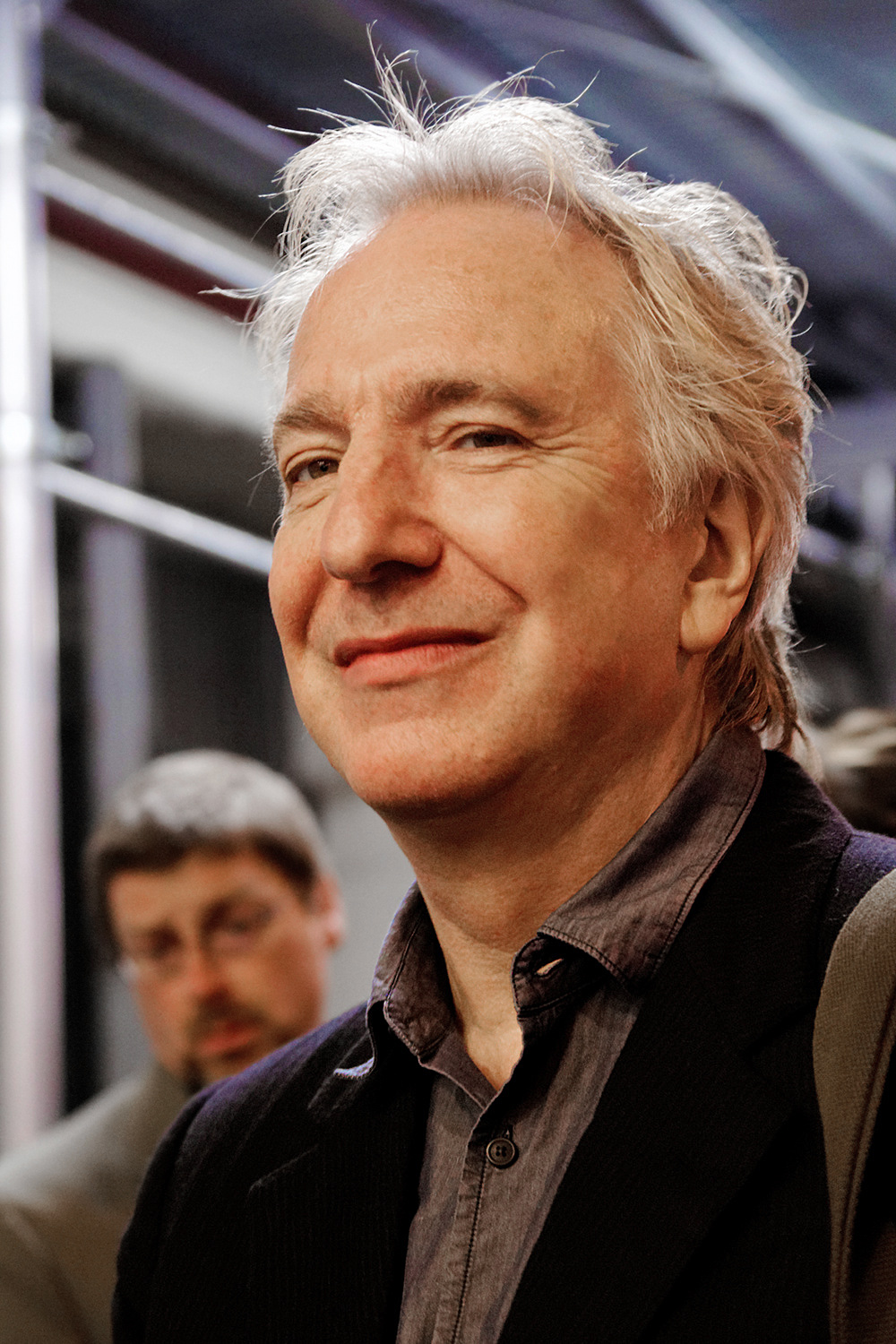
آلن ریکمن — Best Actor in a Miniseries or Television Film winner

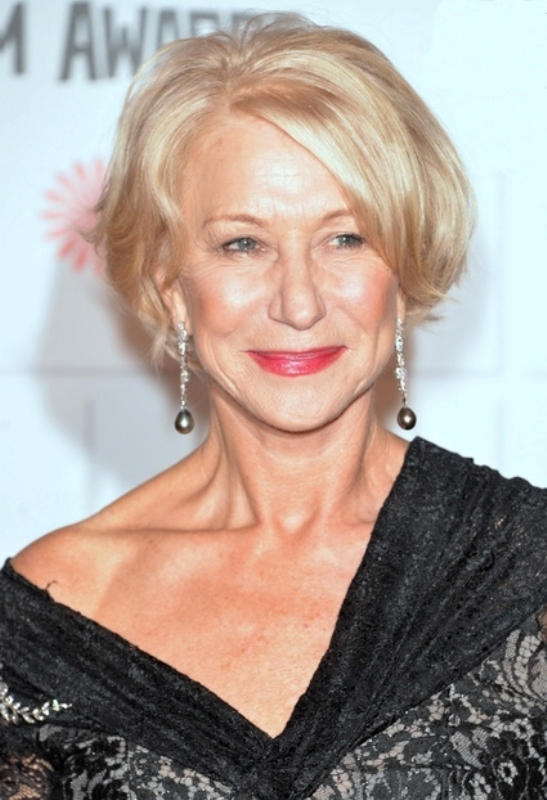
هلن میرن — Best Actress in a Miniseries or Television Film winner

### فیلم سینمایی
| بهترین فیلم | بهترین فیلم |
| جایزه گلدن گلوب بهترین فیلم – درام | جایزه گلدن گلوب بهترین فیلم – موزیکال یا کمدی |
| --- | --- |
| بیمار انگلیسی - شکستن امواج - مردم علیه لری فلینت - رازها و دروغ‌ها - درخشش                                                                                               | اویتا - قفس پرنده - همه می‌گویند دوستت دارم - فارگو - جری مگوایر |
| بهترین اجرا در یک Motion Picture – Drama | |
| جایزه گلدن گلوب بهترین بازیگر مرد – فیلم درام | جایزه گلدن گلوب بهترین بازیگر زن – فیلم درام |
| جفری راش – درخشش - ریف فاینز – بیمار انگلیسی - مل گیبسون – خون‌بها - وودی هرلسون – مردم علیه لری فلینت - لیام نیسون – مایکل کولینز                                        | برندا بلتین – رازها و دروغ‌ها - کورتنی لاو – مردم علیه لری فلینت - مریل استریپ – اتاق ماروین - کریستین اسکات توماس – بیمار انگلیسی - امیلی واتسون – شکستن امواج |
| بهترین اجرا در یک Motion Picture – Musical or Comedy | |
| جایزه گلدن گلوب بهترین بازیگر مرد – فیلم موزیکال یا کمدی | جایزه گلدن گلوب بهترین بازیگر زن – فیلم موزیکال یا کمدی |
| تام کروز – جری مگوایر - آنتونیو باندراس – اویتا - کوین کاستنر – جام کوچک - ناتان لین – قفس پرنده - ادی مورفی – پروفسور دیوانه                                            | مدونا – اویتا - گلن کلوز – ۱۰۱ سگ خالدار - فرانسیس مک‌دورمند – فارگو - دبی رینولدز – مادر - باربارا استرایسند – آینه دو چهره دارد |
| بهترین اجرای مکمل در یک Motion Picture – Drama, Musical or Comedy | |
| جایزه گلدن گلوب بهترین بازیگر نقش مکمل مرد | جایزه گلدن گلوب بهترین بازیگر نقش مکمل زن |
| ادوارد نورتون – ترس کهن - کوبا گودینگ جونیور – جری مگوایر - ساموئل ال. جکسون – زمانی برای کشتن - پل اسکوفیلد – بوته آزمایش - جیمز وودز – ارواح میسیسیپی                  | لورن باکال – آینه دو چهره دارد - جوآن آلن – بوته آزمایش - ژولیت بینوش – بیمار انگلیسی - باربارا هرشی – پرتره یک بانو - ماریان ژان-بتیست – رازها و دروغ‌ها - ماریون روس – ستاره شب |
| جایزه گلدن گلوب بهترین کارگردانی | جایزه گلدن گلوب بهترین فیلم‌نامه |
| میلوش فورمن – مردم علیه لری فلینت - برادران کوئن – فارگو - اسکات هیکس – درخشش - آنتونی مینگلا – بیمار انگلیسی - آلن پارکر – اویتا                                        | مردم علیه لری فلینت – اسکات الکساندر - بیمار انگلیسی – آنتونی مینگلا - فارگو – برادران کوئن - ستاره تنها – جان سیلس - درخشش – Jan Sardi |
| جایزه گلدن گلوب بهترین موسیقی | جایزه گلدن گلوب بهترین ترانه غیراقتباسی |
| گابریل یارد – The English Patient - الیوت گلدنتال – Michael Collins - ماروین هملیش – آینه دو چهره دارد - دیوید هیرشفلدر – درخشش - آلن منکن – The Hunchback of Notre Dame | "تو باید دوستم داشته باشی" by مدونا – اویتا - "برای اینکه عاشقم بودی" by سلین دیون – خصوصی و شخصی - "For the First Time" – یک روز خوب - "I Finally Found Someone" by باربارا استرایسند & برایان آدامز – آینه دو چهره دارد - "That Thing You Do!" by The Wonders – آن کاری که می‌کنی! |
| جایزه گلدن گلوب بهترین فیلم غیر انگلیسی‌زبان | |
| کلیا • جمهوری چک - روز هشتم • بلژیک - Moon and the Other (Luna e l'altra)\| • ایتالیا - Prisoner of the Mountains (Kavkazskiy plennik)\| • روسیه - تمسخر • فرانسه        | |

The following films received multiple nominations:
| Nominations | Title               |
| ----------- | ------------------- |
| ۷           | بیمار انگلیسی       |
| ۵           | اویتا               |
| ۵           | مردم علیه لری فلینت |
| ۵           | درخشش               |
| ۴           | آینه دو چهره دارد   |
| ۴           | فارگو               |
| ۳           | جری مگوایر          |
| ۳           | رازها و دروغ‌ها      |
| ۲           | قفس پرنده           |
| ۲           | شکستن امواج         |
| ۲           | بوته آزمایش         |
| ۲           | مایکل کولینز        |

The following films received multiple wins:
| Wins | Film                       |
| ---- | -------------------------- |
| ۳    | Evita                      |
| ۲    | The English Patient        |
| ۲    | The People vs. Larry Flynt |

### Television
| Best Television Series | Best Television Series |
| Best Series - Drama | Best Series - Comedy or Musical |
| --- | --- |
| پرونده‌های ایکس - Chicago Hope - بخش فوریت‌های پزشکی - NYPD Blue - Party of Five                                                                                   | سومین سنگ بعد از خورشید - فریژر - فرندز - The Larry Sanders Show - Mad About You - ساینفلد                                                                                                |
| Best Lead Actor in a Television Series | |
| بهرتین بازیگر مرد - Drama Series | بهرتین بازیگر مرد - Comedy or Musical Series |
| دیوید دوکاونی – پرونده‌های ایکس - جرج کلونی – بخش فوریت‌های پزشکی - آنتونی ادواردز – بخش فوریت‌های پزشکی - لانس هنریکسن – Millennium - جیمی اسمیتس – NYPD Blue      | جان لیسگو – سومین سنگ بعد از خورشید - تیم آلن – بهبود خانه - مایکل جی. فاکس – Spin City - کلسی گرمر – فریژر - پل رایزر – Mad About You                                                    |
| Best Lead Actress in a Television Series | |
| Best Actress - Drama Series | Best Actress - Comedy or Musical Series |
| جیلین اندرسون – پرونده‌های ایکس - کریستین لاتی – Chicago Hope - هتر لاکلیر – Melrose Place - جین سیمور – پزشک دهکده - شری استرینگ‌فیلد – بخش فوریت‌های پزشکی        | هلن هانت – Mad About You - برت باتلر – Grace Under Fire - فرن درشر – The Nanny - سیبل شفرد – Cybill - بروک شیلدز – Suddenly Susan - تریسی آلمن – Tracey Takes On...                       |
| Best Supporting Performance - Series, Miniseries or Television Film                                                                                              | |
| Best Supporting Actor - Series, Miniseries or Television Film | Best Supporting Actress - Series, Miniseries or Television Film |
| ایان مک‌کلن – راسپوتین: بنده شریر سرنوشت - دیوید پیمر – Crime of the Century - دیوید هاید پیرس – فریژر - آنتونی کوئین – گوتی - نوآ وایل – بخش فوریت‌های پزشکی      | کتی بیتس – The Late Shift - شر – اگر این دیوارها می‌توانستند صحبت کنند - کریستین برنسکی – Cybill - کریستن جانستون – سومین سنگ بعد از خورشید - گرتا اسکاکی – راسپوتین: بنده شریر سرنوشت     |
| بهرتین بازیگر مرد - Miniseries or Television Film | Best Actress - Miniseries or Television Film |
| آلن ریکمن – راسپوتین: بنده شریر سرنوشت - آرماند آسانته – گوتی - بو بریجز – Losing Chase - استیون ری – Crime of the Century - جیمز وودز – The Summer of Ben Tyler | هلن میرن – Losing Chase - اشلی جاد – Norma Jean & Marilyn - دمی مور – اگر این دیوارها می‌توانستند صحبت کنند - ایزابلا روسلینی – Crime of the Century - میرا سوروینو – Norma Jean & Marilyn |
| Best Miniseries or Television Film | |
| راسپوتین: بنده شریر سرنوشت - Crime of the Century - گوتی - Hidden in America - اگر این دیوارها می‌توانستند صحبت کنند - Losing Chase                               | |

The following programs received multiple nominations:
| Nominations | Title                                |
| ----------- | ------------------------------------ |
| ۵           | بخش فوریت‌های پزشکی                   |
| ۴           | Crime of the Century                 |
| ۴           | راسپوتین: بنده شریر سرنوشت           |
| ۳           | فریژر                                |
| ۳           | گوتی                                 |
| ۳           | اگر این دیوارها می‌توانستند صحبت کنند |
| ۳           | Mad About You                        |
| ۳           | پرونده‌های ایکس                       |
| ۲           | سومین سنگ بعد از خورشید              |
| ۲           | Chicago Hope                         |
| ۲           | Cybill                               |
| ۲           | Losing Chase                         |
| ۲           | Norman Jean & Marilyn                |
| ۲           | NYPD Blue                            |

The following programs received multiple wins
| Wins | Series                            |
| ---- | --------------------------------- |
| ۳    | The X-Files                       |
| ۳    | Rasputin: Dark Servant of Destiny |
| ۲    | 3rd Rock from the Sun             |

## مراسم

### Presenters
- هلی بری
- جف بریجز
- نیکلاس کیج
- درو کری
- تام کروز
- جین کرتین
- تد دنسن
- فی داناوی
- کلسی گرمر
- نیکول کیدمن
- هتر لاکلیر
- جیدا پینکت اسمیت
- سیبل شفرد
- گری سینایس
- میرا سوروینو
- شارون استون
- جان تراولتا
- کریستوفر واکن

### جایزه گلدن گلوب سیسیل بی. دمیل
داستین هافمن

## Awards breakdown
The following networks received multiple nominations:
| Nominations | Network                 |
| ----------- | ----------------------- |
| ۱۸          | اچ‌بی‌او                  |
| ۱۵          | ان‌بی‌سی                  |
| ۶           | سی‌بی‌اس                  |
| ۶           | شرکت پخش همگانی فاکس    |
| ۵           | شرکت پخش رسانه‌ای آمریکا |
| ۳           | شوتایم                  |

The following networks received multiple wins:
| Wins | Network |
| ---- | ------- |
| ۳    | Fox     |
| ۲    | HBO     |
| ۲    | NBC     |